# 阿尔斯河畔比克西耶尔
阿尔斯河畔比克西耶尔（法語：Buxières-sur-Arce，法語發音：[byksjɛʁ syʁ aʁs]）是法国奥布省的一个市镇，属于特鲁瓦区。

## 地理
阿尔斯河畔比克西耶尔（48°7'30"N, 4°27'28"E）面积10.43 平方千米，位于法国大東部大區奥布省，该省份为法国中北部省份，北起马恩省，西接塞纳-马恩省，西南至约讷省，东南至科多尔省，东临上马恩省。
与阿尔斯河畔比克西耶尔接壤的市镇（或旧市镇、城区）包括：塞纳河畔巴尔、伯雷、谢尔韦、马尼昂、阿尔斯河畔维尔。

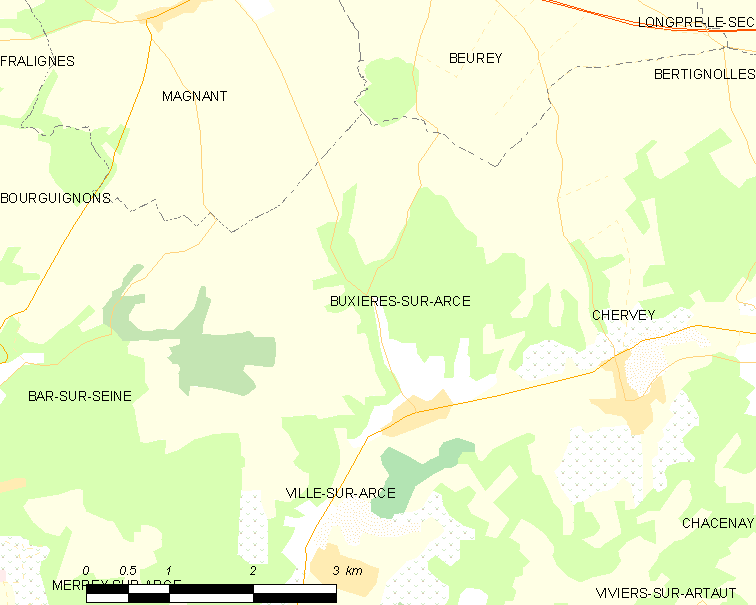
阿尔斯河畔比克西耶尔的OSM定位图

阿尔斯河畔比克西耶尔的时区为UTC+01:00、UTC+02:00（夏令时）。

## 行政
阿尔斯河畔比克西耶尔的邮政编码为10110，INSEE市镇编码为10069。

## 政治
阿尔斯河畔比克西耶尔所属的省级选区为塞纳河畔巴尔县。

## 人口

1962-2008年间阿尔斯河畔比克西耶尔人口变化图示

阿尔斯河畔比克西耶尔于2022年1月1日时的人口数量为107人。